# Aeração
Aeração é o processo que proporciona a melhoria da qualidade do solo que muitos agricultores fazem em seus terrenos para o plantio. Não é mais um processo recomendado para fazer, pois hoje em dia existem várias máquinas especializadas para fazer esse processo sem muito esforço. 
A aeração também se refere ao processo feito na água de remoção do gás carbônico em excesso, do gás sulfídrico, do cloro, metano e substâncias aromáticas voláteis, e de aumento da oxidação e precipitação de compostos indesejáveis através da transferência de substâncias do ar para a água, e de substâncias voláteis da água para o ar. Pode ser por gravidade, aspersão, difusão de ar ou forçada.
Aeração é qualquer processo que através do aumento do contato de um líquido, geralmente a água, com o ar. Visa a um dos seguintes objetivos:
- aumentar seu teor em oxigênio
- diminuir seu teor em gás carbônico (CO2)
- diminuir seu teor em substância voláteis
- diminuir seu teor em gás sulfídrico (H2S)
- diminuir seu teor em cloro
- diminuir seu teor em metano
- provocar a precipitação do ferro e manganês dissolvidos.